# Isla Boca Brava
Isla Boca Brava, Panama, is een eiland in de Grote Oceaan.
Dit eiland ligt aan de rand van het nationale maritieme park Golf van Chiriqui, zo'n honderd meter uit de kust (Boca Chica). Het eiland is langgerekt, ca. 16 km lang en maximaal 5 km breed. Aan de noordzijde zijn mangrovebossen, aan de zuidkant rotskust en stranden. Het eiland is bijna geheel onbewoond en had tot voor kort uitsluitend een agrarische bestemming. Er zijn geen wegen. Een brede populatie van vogels en dieren bevolkt het eiland. Opvallende verschijningen zijn de long-tailed manakins en de forse kolonie brulapen.